# Mick Jones (futbolista)
Michael David Jones (Worksop, Nottinghamshire, Inglaterra;  24 de abril de 1945) es un exfutbolista inglés que jugó como delantero centro en el Sheffield United, el Leeds United y para la selección de su país durante la década de 1960 y 1970. Fue el máximo goleador de la Copa de Europa la temporada 1969-70 tras anotar ocho goles.

## Clubes
| Club             | País       | Año         |
| ---------------- | ---------- | ----------- |
| Sheffield United | Inglaterra | 1963 - 1967 |
| Leeds United     | Inglaterra | 1967 - 1975 |

## Palmarés

### Campeonatos nacionales
| Título                        | Club         | País       | Año     |
| ----------------------------- | ------------ | ---------- | ------- |
| Copa de la Liga de Inglaterra | Leeds United | Inglaterra | 1967-68 |
| First Division                | Leeds United | Inglaterra | 1968-69 |
| Community Shield              | Leeds United | Inglaterra | 1969    |
| First Division                | Leeds United | Inglaterra | 1973-74 |

### Campeonatos internacionales
| Título         | Club         | País       | Año     |
| -------------- | ------------ | ---------- | ------- |
| Copa de Ferias | Leeds United | Inglaterra | 1967-68 |
| Copa de Ferias | Leeds United | Inglaterra | 1970-71 |